# Dixella
Genre
Dixella est un genre d'insectes diptères nématocères de la famille des Dixidae.

## Liste d'espèces en Europe
Selon Fauna Europaea (20 octobre 2021) :
- Dixella aestivalis
- Dixella amphibia
- Dixella attica
- Dixella autumnalis
- Dixella bankowskae
- Dixella campinosica
- Dixella dyari
- Dixella filicornis
- Dixella goetghebueri
- Dixella graeca
- Dixella hyperborea
- Dixella intrudens
- Dixella laeta
- Dixella martinii
- Dixella monticola
- Dixella naevia
- Dixella nigra
- Dixella obscura

## Liste complète d'espèces
Selon GBIF (18 février 2023) :
- Dixella aegyptiaca Wagner, Freidberg & Ortal, 1992
- Dixella aestivalis (Meigen, 1818)
- Dixella alexanderi Peters, 1970
- Dixella aliciae Johnannsen
- Dixella amphibia (De Geer, 1776)
- Dixella andeana (Lane, 1942)
- Dixella argentina (Alexander, 1920)
- Dixella atitla Huerta & Ibáñez-Bernal, 2021
- Dixella atra (Lane, 1942)
- Dixella attica (Pandazis, 1933)
- Dixella aurora Peters & Cook, 1966
- Dixella autumnalis (Meigen, 1838)
- Dixella bankowskae (Vaillant, 1969)
- Dixella californica Johannsen, 1923
- Dixella campinosica (Tarwid, 1938)
- Dixella chapadensis (Lane, 1939)
- Dixella clavata (Loew, 1869)
- Dixella clavulus (Williston, 1896)
- Dixella cornuta (Johannsen, 1923)
- Dixella cumbrica Peters & Cook, 1966
- Dixella curvistylus Greenwalt & Moulton, 2016
- Dixella deltoura Peters & Cook, 1966
- Dixella distans (Hennig, 1966)
- Dixella dorsalis (Garrett, 1924)
- Dixella dyari (Garrett, 1924)
- Dixella eomarginata Greenwalt & Moulton, 2016
- Dixella fernandezae Chaverri & Borkent, 2007
- Dixella filicornis (Edwards, 1926)
- Dixella filiforceps (Hennig, 1966)
- Dixella fuscinervis (Tonnoir, 1924)
- Dixella ganjiangana Yang, 1992
- Dixella goetghebueri (Séguy, 1921)
- Dixella golanensis Wagner, Freidberg & Ortal, 1992
- Dixella graeca (Pandazis, 1937)
- Dixella hansoni Chaverri & Borkent, 2007
- Dixella harrisi (Tonnoir, 1925)
- Dixella harrisoni (Freeman, 1956)
- Dixella hernandezi Chaverri & Borkent, 2007
- Dixella horrmani (Lane, 1942)
- Dixella humeralis (Tonnoir, 1923)
- Dixella hyperborea (Bergroth, 1889)
- Dixella indiana (Dyar, 1925)
- Dixella intacta Greenwalt & Moulton, 2016
- Dixella israelis Wagner, Freidberg & Ortal, 1992
- Dixella jironi Chaverri & Borkent, 2007
- Dixella laeta (Loew, 1849)
- Dixella limai (Santos, 1940)
- Dixella lirio (Dyar & Shannon, 1924)
- Dixella lobata Chaverri & Borkent, 2007
- Dixella maculata Chaverri & Borkent, 2007
- Dixella marginata (Loew, 1863)
- Dixella martinii (Peus, 1934)
- Dixella monticola (Nielsen, 1937)
- Dixella moyeana Yang, 1992
- Dixella naevia (Peus, 1934)
- Dixella neoaliciae (Garrett, 1924)
- Dixella neozelandica (Tonnoir, 1924)
- Dixella nicholsoni (Tonnoir, 1923)
- Dixella nigra (Staeger, 1840)
- Dixella nixiae Peters, 1980
- Dixella nova Walker, 1948
- Dixella obscura (Loew, 1849)
- Dixella paulistana (Lane, Forattini & Rabello, 1955)
- Dixella peruviana (Edwards, 1931)
- Dixella pilosiflagellata Papp, 2007
- Dixella priscula (Cockerell, 1921)
- Dixella serotina (Meigen, 1818)
- Dixella serotina (Wiedemann, 1818)
- Dixella serrata (Garrett, 1924)
- Dixella shannoni (Lane, 1942)
- Dixella simiarum (Vaillant, 1959)
- Dixella solomonis (Belkin, 1962)
- Dixella spinilobata Greenwalt & Moulton, 2016
- Dixella subobscura (Takahashi, 1958)
- Dixella succinea (Meunier, 1906)
- Dixella suzukii Chaverri & Borkent, 2007
- Dixella tasmaniensis (Tonnoir, 1923)
- Dixella techana Peters & Cook, 1966
- Dixella tonnoiri (Belkin, 1968)
- Dixella torrentia (Lane, 1939)
- Dixella trinitensis (Lane, 1943)
- Dixella unipunctata (Tonnoir, 1923)
- Dixella universitatis (Cockerell, 1926)
- Dixella venezuelensis (Lane, 1942)
- Dixella verna (Vaillant, 1969)
- Dixella vespertina Peters & Cook, 1966
- Dixella woodi Chaverri & Borkent, 2007
- Dixella wygodzinskyi (Lane, 1945)

## Systématique
Le nom valide complet (avec auteur) de ce taxon est Dixella Dyar & Shannon, 1924.
Dixella a pour synonymes :
- Dixina Enderlein, 1936
- Paradixa Tonnoir, 1924
- Pardixa